# Palacio de Saboya

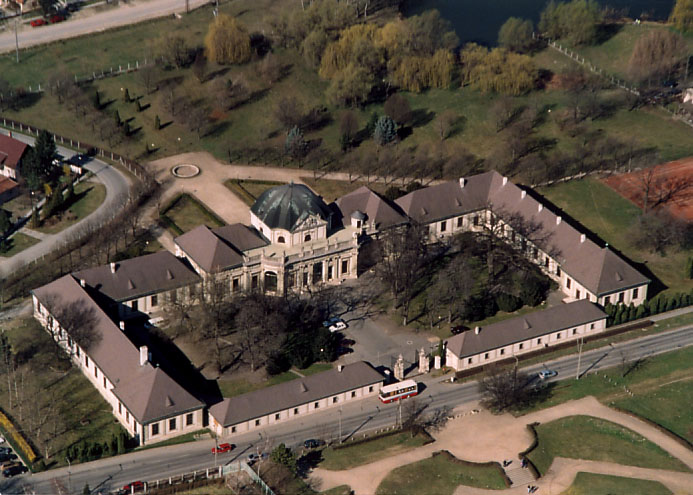
Vista aérea de la propiedad.

El palacio de Saboya, también conocido como mansión de Saboya (en húngaro: Savoyai Kastély), es un schloss (castillo palciego) húngaro de estilo barroco del siglo XVIII ubicado en Ráckeve, en el condado de Pest. Actualmente se utiliza como hotel y restaurante, y sus salones también se pueden alquilar para eventos especiales.

## Historia
Su construcción se inició en 1702 por encargo del Príncipe Eugenio de Saboya y se terminó aproximadamente en 1722. El príncipe Eugenio había adquirido la isla de Csepel en 1698 y luego comenzó el proceso de planificación de esta "maison de plaisance".
El príncipe Eugenio encargó a Johann Lucas von Hildebrandt, alumno del romano Carlo Fontana, que diseñara esta residencia. Siete cartas de Hildebrandt al príncipe permanecen en los archivos de la familia Gonzaga en Mantua, y brindan información sobre la planificación y construcción de la mansión.
Tiene alas laterales que se completaron en 1714, y todo el proceso de construcción se terminó alrededor de 1720 a 1722. El príncipe no residió en esta mansión después de que se terminó y, después de su muerte, la Corona se apropió de la propiedad.
Bajo el reinado de María Teresa de Austria, esta residencia y el terreno contiguo en Csepel fueron administrados por la Cancillería húngara. En 1814, la parte media de la mansión, junto con la cúpula barroca señorial, fue destruida por un incendio; lo que se ve hoy fue reconstruido después del incendio.
Hasta su reconstrucción en la década de 1980, sufrió un deterioro constante. Fue restaurada y  ahora se utiliza como hotel, que se llama Savoyai Mansion Hotel (en húngaro: Savoyai Kastélyszálló).